# Barbara Trelińska
Barbara Józefa Trelińska (ur. 18 stycznia 1943 Rożnicy, zm. 20 maja 2022) – profesor nauk humanistycznych, polska historyk.
W 1968 ukończyła studia historyczne na Wydziale Humanistycznym Uniwersytetu Marii Curie-Skłodowskiej w Lublinie. W 1977 uzyskała stopień doktora, a w 1991 doktora habilitowanego. W 2001 otrzymała tytuł profesora nauk humanistycznych. Specjalizowała się w naukach pomocniczych historii. Związana z macierzystą uczelnią w latach 1976–2013. Pełniła funkcję kierownika Zakładu Nauki Pomocniczych Historii UMSC. Była członkiem Komitetu Nauk Historycznych Polskiej Akademii Nauk. Odznaczona Złotym i Brązowym Krzyżem Zasługi. Pochowana na cmentarzu parafialnym w Słupi Jędzejowskiej.

## Publikacje
- Corpus inscriptionum Poloniae. T. 1, Województwo kieleckie. Z. 1, Miasto Kielce i powiat kielecki (1975)
- Kancelaria i dokument książąt cieszyńskich 1290-1573 (1987)
- Gotyckie spiżowe płyty nagrobne w Polsce: studia o formie i treściach ideowych (1997), wraz z Alicją Karłowską-Kamzowa i Jarosławem Jarzewiczem
- Album armorum nobilium Regni Poloniae XV-XVIII saec.: herby nobilitacji i indygenatów XV-XVIII w. Lublin: Wydaw. Uniwersytetu Marii Curie-Skłodowskiej (2001).